# Kevin Seeldraeyers

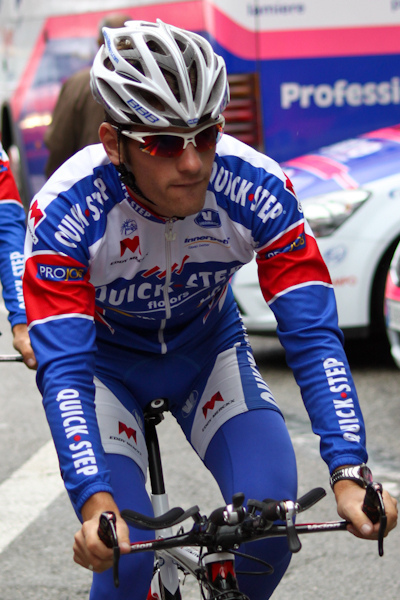
Kevin Seeldraeyers beim Critérium du Dauphiné Libéré 2011

Kevin Seeldraeyers (* 12. September 1986 in Boom) ist ein ehemaliger belgischer Radrennfahrer.

## Sportliche Laufbahn
2005 gewann Kevin Seeldraeyers eine Etappe bei der U23-Rundfahrt Tour de l’Isard d’Ariège und beendete das Rennen als Gesamtzweiter. 2006 entschied er eine Etappe beim Giro della Valle d’Aosta für sich.
2007 erhielt Seeldraeyers einen Vertrag beim ProTeam Quick Step an. 2009 gewann er die Nachwuchswertung von Paris-Nizza. Im selben Jahr bestritt er mit dem Giro d’Italia 2009 seine erste Grand Tour. Er errang das Maglia Bianca für den besten Nachwuchsfahrer und wurde Gesamtvierzehnter (wurde später aufgrund von Disqualifikationen auf Platz zehn korrigiert). 2013 gewann er – mittlerweile beim Astana Pro Team – zwei Etappen der Österreich-Rundfahrt. Bis einschließlich 2012 bestritt er sieben große Landesrundfahrten; seine beste Platzierung war Rang 23 bei der Vuelta a España 2011. 2015 beendete er seine Radsportlaufbahn, nachdem sein Vertrag von seinem damaligen Team Torku Şekerspor nicht verlängert worden war.

## Erfolge
2005
- eine Etappe Ronde de l’Isard

2006
- eine Etappe Giro della Valle d’Aosta

2009
- Nachwuchswertung Paris-Nizza
- Nachwuchswertung Giro d’Italia

2013
- zwei Etappen Österreich-Rundfahrt

## Grand-Tour-Platzierungen
| Grand Tour            | 2008 | 2009 | 2010 | 2011 | 2012 |
| --------------------- | ---- | ---- | ---- | ---- | ---- |
| Giro d’ItaliaGiro     | 73   | 10   | –    | 49   | 33   |
| Tour de FranceTour    | –    | –    | 131  | –    | –    |
| Vuelta a EspañaVuelta | –    | –    | –    | 23   | 39   |

## Teams
- 2007 Quick Step-Innergetic
- 2008 Quick Step
- 2009 Quick Step
- 2010 Quick Step
- 2011 Quick Step
- 2012 Astana Pro Team
- 2013 Astana Pro Team
- 2014 Wanty-Groupe Gobert
- 2015 Torku Şekerspor